# Terremoto de Panamá de 1621
El terremoto de Panamá de 1621 fue un fuerte sismo ocurrido entre las 16:30 y 16:45 (UTC-5) del 2 de mayo de 1621. Es considerado el primer sismo violento registrado históricamente en el istmo de Panamá, teniendo como epicentro la falla de Pedro Miguel (8°58′N 79°33′O), con una magnitud de alrededor 6,9 en la escala de Richter y una intensidad de VII en la escala de Mercalli. El sismo remeció y destruyó parcialmente la antigua Ciudad de Panamá (Panamá la Vieja), que en ese entonces era una ciudad de alrededor de 5 mil habitantes.

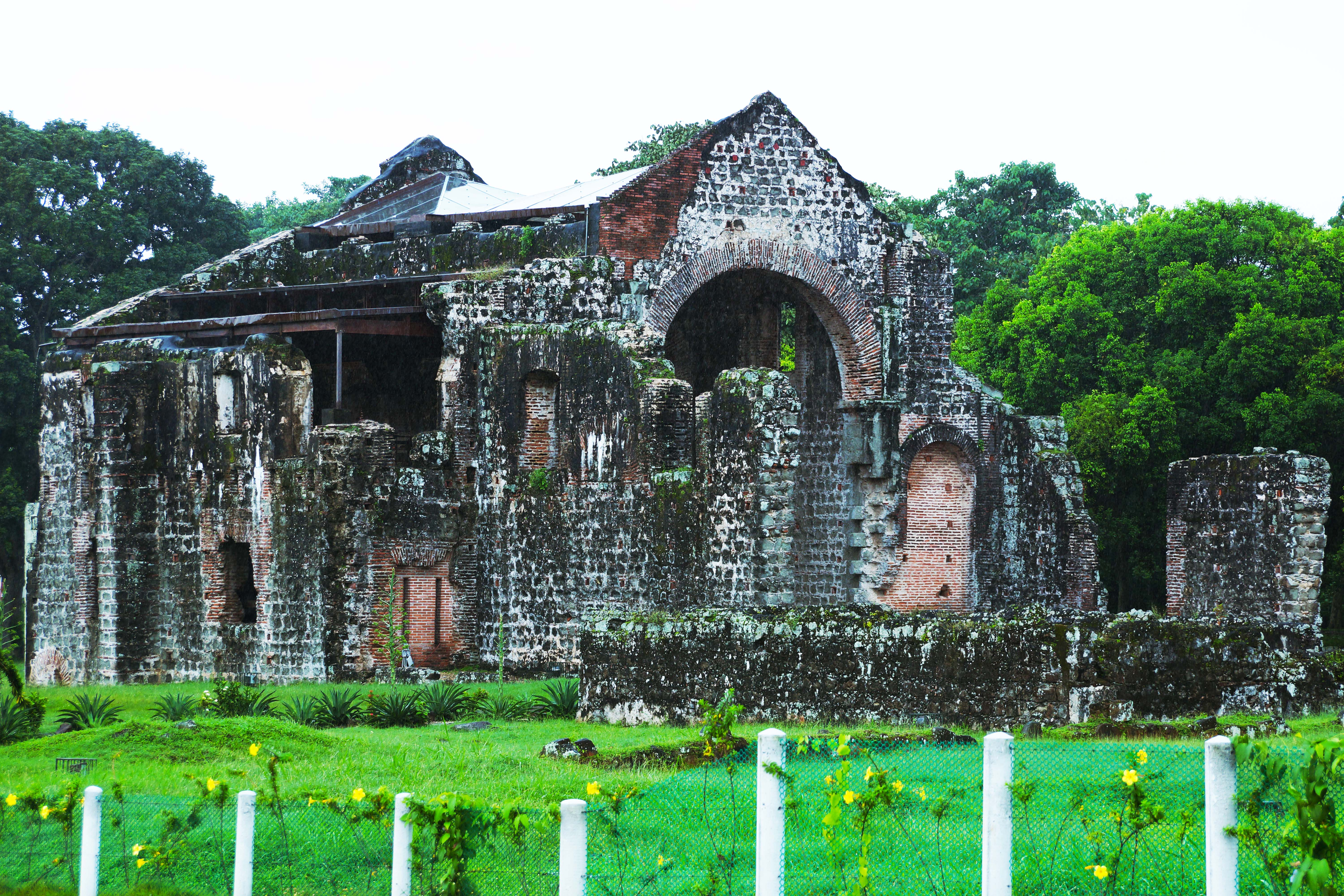
Ruinas del Convento de las Monjas de la Concepción. El terremoto de 1621 dejó casi destruida la edificación original, fue reconstruida parcialmente posteriormente.

Fue precedido por un sismo menor ocurrido entre las 9 y 10 de la mañana. El sismo principal dejó cuantiosos daños, sobre todo con las edificaciones hechas de cal y canto que sufrieron desplomes parciales o totales. Entre los edificios que sufrieron desplome total fueron el cabildo, el ayuntamiento, el cuartel y su cárcel y la casa del oidor de la Real Audiencia de Panamá; otros como el Convento de la Concepción y la Iglesia de la Compañía de Jesús, sufrieron daños de consideración.
Nunca se cuantificó exactamente la cantidad de víctimas, pero según descripciones de la época, fueron cuantiosas. Entre las personalidades que murieron fue el propio oidor don Juan de la Santa Cruz, quien falleció aplastado en su residencia.
Adicionalmente hubo un pequeño tsunami, relatado por un testigo y que inundó la calle que bordeaba la costa de la ciudad.
Investigaciones posteriores descubrieron que el Camino de Cruces, un camino empedrado usado durante la época colonial como medio de comunicación interoceánico entre Sudamérica y España, se había desplazado tres metros de su punto original.
Le sucedieron numerosas réplicas que ocurrían de manera casi diaria, hasta el 21 de agosto del mismo año.